# Stefan Poźniak
Stefan Poźniak – proboszcz parafii w Wołmie w pierwszej połowie XIX wieku. Pełnił funkcję kanonika kantora przy katedrze mińskiej. Administrował diecezją mińską, po deportacji biskupa Jakuba Ignacego Dederki, w latach 1816-1824.